# Титулы в Османской империи
Титулы в Османской империи — система званий, существовавшая в Османской империи, упразднена  в ходе реформ Ататюрка (26 ноября 1934).

## Дворянские титулы
В отличие от принятой в странах Запада системы дворянских титулов, османские титулы (за исключением правящей династии) не были наследственными и основывались на занимаемой должности, распространяясь на одно или несколько последующих поколений.
Приблизительная иерархия титулов такова:
- Халиф — наследник Пророка, Амир аль-муминин (повелитель правоверных)
- Султан, падишах
- Каймакам — представитель султана и капудан-паша (каптан-ы дерья)
- Хедив — вице-султан Египта.
- Вали — наместник вилайета.
- Паша (Баша) — почётный титул высших чиновников, генералов или губернаторов, (буквально "главный, старший").
- Бей — титул дающийся в Турции обычно сыновьям высших чиновников - пашей; господин.
- Эфенди — офицерское звание, примерно соответствующее лейтенанту.

Иные титулы по алфавитному порядку:
- Ага[1] — титул младших офицеров и чиновников в Турции.
- Ады-баша[1] — по разъяснению статейного списка "сотник".
- Бостанджи-баша (бедшанджи-паша)[1] — по разъяснению статейного списка "дворецкий".
- Визирь[1] — титул высших государственных сановников на мусульманском Востоке, главным образом первого министра — великого визиря (буквально "носильщик тяжестей").
- Войт[1] — административное лицо стоящее во главе волости.
- Дефтердар (тефтедар)[1] — казначей в Турции.
- Диван[1] — тайный совет султана, состоявший из великого визиря, шейх-уль-ислама, кубе-визирей и председателя государственного совета.
- Казы-аскер[1] — "судья войска", название двух чиновников, следующих в иерархии непосредственно за великим муфтием; один - румелийский, другой —  анатолийский.
- Калга[1] — наследник престола у крымских ханов.
- Кафтанджи-баша[1] — казначей султана.
- Кизляр-агасы[1] — старший евнух, начальник султанского гарема, игравший видную роль в государственном управлении.
- Кубе-визирь[1] — член тайного совета (дивана) в Турции.
- Лавник[1] — заседатель в суде Турции.
- Муфтий[1] — мусульманское духовное лицо, состоящее  при каждом суде, его функции заключаются в постановлении решений по всем духовным и юридическим вопросам (Категория:Муфтии)  .
- Шейх аль-исламм[1] — избирается из числа муфтиев, его обязанность — придавать законную силу государственным мерам и наблюдать, чтобы  они согласовывались с предписаниями ислама.
- Нурадин (нур-эддин)[1] — начальник области, подвластной Турции.
- Ратманы (ратцы)[1] — член муниципалитета.
- Рейз-эфенди[1] — государственный канцлер.
- Сулаки[1] — походная почётная стража при султане.
- Сулак-баша[1] — начальник походной почётной стражи султана.
- Сурначей[1] — дудочник (музыкант) при султане.
- Чавуш[1] — полицейский в Турции.
- Чавуш-паша[1] — офицер, начальник полицейских в Турции.
- Чурбачей (чурвачей) янычарский[1] — офицер турецкой янычарской пехоты.
- Эмин[2], Эминь[1] — почётный титул, дававшийся в Турции начальнику какой-нибудь отдельной отрасли в организации.
- Яла-агасы белгородский[1] — правитель Белгородчины[3] (территория между нижним течением рек Днестра и Буга).
- Янычар[1] — турецкий пехотинец (служилый человек).
- Янычар-агасы[1] — начальник янычар.

## Титулование монарха
- Основным титулом монарха был Султан и  падишах (слово пришло из персидского языка через арабский). Полный титул возник в результате накопления титулов, отражающих права и притязания властителя на завоеванные территории и подчиненные государства. В русском переводе он звучит как:

«Султан (имя) хан, властитель Дома Османа, султан султанов, хан ханов, повелитель правоверных и наследник пророка Владыки Вселенной, защитник святых городов Мекки, Медины и Иерусалима, император Константинополя, Адрианополя и Бурсы, городов Дамаска и Каира, всего Азербайджана, Магриба, Барки, Кайруана, Алеппо, Ирака Арабского и Аджема, Басры, Эль-Хасы, Дилена, Ракки, Мосула, Парфии, Диярбакыра, Киликии, вилайетов Эрзрума, Сиваса, Аданы, Карамана, Вана, Берберии, Абиссинии, Туниса, Триполи, Дамаска, Кипр, Родоса, Кандии, вилайета Мореи, Мраморного моря, Чёрного моря и его берегов, Анатолии, Румелии, Багдада, Курдистана, Греции, Туркестана, Татарии, Черкесии и двух областей Кабарды, Грузии, кипчакской равнины и всего государства татаров, Каффы и соседних стран, Боснии и её зависимых стран, города и крепости Белград, вилайета Сербии со всеми замками, крепостями и городами, всей Албании, всего Ифлака и Богдании со всеми зависимыми странами и границами, и многих других стран и городов».

В письме Сулеймана королю Франции Франциску :
"Я, великий султан, хакан всех хаканов, коронующий королей, являюсь земной тенью Аллаха, мое копье пылает огнём, меч мой приносит победу, падишах и султан огромных территорий, которые завоевали наши деды в Средиземноморье, Черном море, Анатолии, Карамане, Сивасе, Зуль-Кадерии, Диарбакыре, Курдистане, Азербайджане, Аджеме, Шаме (Дамаск), Халебе, Египте, Мекке, Медине, Иерусалиме, Аравии и Йемене – султан Сулейман хан".
В канонической версии письма султана Мехмеда IV запорожским казакам используется следующий титул:

Я, султан и владыка Блистательной Порты, сын Мухаммеда, брат Солнца и Луны, наместник Бога на земле, властелин царств Македонского, Вавилонского, Иерусалимского, Великого и Малого Египта, царь над царями, властитель над властелинами, несравненный рыцарь, никем не победимый воин, владетель древа жизни, неотступный хранитель гроба Иисуса Христа, надежда и утешитель мусульман, устрашитель и великий защитник христиан, повелеваю (…).
Султан турецкий Мухаммед IV

## Титулование членов семьи монарха
- Бесспорный наследник именовался: Девлетлю неджабетлю вели ахд-и-салтанат (имя)-эфенди хазретлери (Наследный принц с титулом Его императорского высочества).
- Другие мужские потомки правителя по мужской линии: Девлетлю неджабетлю шехзаде-султан (имя) хазретлери-эфенди (Принц (имя) эфенди, c титулом Его императорского высочества).
- Супруги императорской принцессы: Дамад-и-шахъяри (имя) бей-эфенди (Бей-эфенди (в случае отсутствия более высокого титула) с титулом Его высочества).
- Сыновья императорской принцессы: Султанзаде (имя) бей-эфенди (Принц с титулом Его высочества).
- Внуки императорских принцесс по мужской линии именовались только (имя) + бей